# Наследование (биология)
Насле́дование — передача генетической информации (генетических признаков) от одного поколения организмов к другому. В основе наследования лежат процессы удвоения, объединения и распределения генетического материала, поэтому закономерности наследования у разных организмов зависят от особенностей этих процессов.
В зависимости от локализации генов в клетке эукариот различают ядерное и цитоплазматическое наследование. В свою очередь ядерное наследование можно подразделить на аутосомное и сцепленное с полом. На основе характера проявления признаков в гетерозиготе выделяют также наследование с полным и неполным доминированием. Различают также зависимое от пола наследование (у признаков, проявляющихся по-разному у особей разного пола), а также ограниченное полом наследование. В последнее время выделяют также эпигенетическое наследование, которое определяет закономерности наследования импринтируемых генов и признаков, определяемых генами инактивируемой Х-хромосомы у особей женского пола.
У прокариот и вирусов наблюдают иные законы и типы наследования.

## Типы наследования

### Хромосомное наследование
Мнение о том, что хромосомы — подходящие кандидаты на роль материальных носителей наследственности, одним из первых высказал Август Вейсман. В своей «Эволюционной теории», вышедшей в 1903 году, Вейсман отнёс наследственное вещество, называемое им зародышевой плазмой, к ядру половых клеток, а затем — к хромосомам и хроматину. Он это сделал потому, что, судя по цитологическим данным, хромосомы вели себя именно так, как им следовало себя вести, если бы они представляли собой вещество наследственности: они удваивались и разделялись на две равные группы при делении соматических клеток; число их уменьшалось вдвое при образовании гамет, предшествующем смешиванию мужского и женского вкладов во время оплодотворения.
Хромосомы, заключённые в ядре клетки, являются носителями генов и представляют собой материальную основу наследственности.

### Цитоплазматическое наследование
Явление нехромосомного наследования, иначе называемого цитоплазматическим наследованием, связано главным образом с двумя клеточными органеллами, локализованными в цитоплазме: с митохондриями  и с хлоропластами у растений. Хлоропласты и митохондрии имеют собственную ДНК, в которой локализовано небольшое количество генов, жизненно необходимых для функционирования клетки. 
Цитоплазматические гены отличаются от ядерных по нескольким параметрам. Во-первых, цитоплазматические гены присутствуют в сотнях и тысячах копий в каждой клетке, поскольку в клетке может быть множество органелл, каждая из которых содержит несколько молекул ДНК. Во-вторых, гены органелл расходятся при делении клеток по дочерним клеткам совершенно случайно и в смысле числа копий, и в смысле аллельного состава. В-третьих, цитоплазматические гены передаются, как правило, только через гаметы одного родителя, чаще всего, через женские гаметы. В-четвёртых, цитоплазматические гены крайне редко рекомбинируют, и процесс рекомбинации ДНК органелл описан только для соматических клеток. В-пятых, цитоплазматические гены могут реплицироваться неоднократно за один клеточный цикл.
Цитоплазматическая ДНК может находиться в состоянии гетероплазмии, когда в одной органелле, клетке, органе или организме сосуществуют несколько вариантов цитоплазматических генов, или в состоянии гомоплазмии, когда не наблюдается различий по цитоплазматическим генам.
Отсутствие механизма упорядоченного распределения цитоплазматических генов по дочерним клеткам при делениях определяет две основных характеристики передачи цитоплазматических генов: с одной стороны, для признаков, кодируемых ДНК органелл, характерно частое расщепление в митозе; и, с другой стороны, им свойственно отсутствие расщепления или нерегулярное расщепление в мейозе.
Явление нехромосомного (внехромосомного, внеядерного, цитоплазматического) наследования было открыто в 1909—1910 году немецкими исследователями Карлом Корренсом и Эрвином Бауром. В 1909 году К. Корренс сообщил, что при изучении декоративного растения Mirabilis jalapa (ночная красавица) он обнаружил, что окраска листьев (зеленая или пёстрая) наследуется не по Менделю и зависит от материнского растения. Независимо от него в том же выпуске журнала Э.Баур опубликовал статью, в которой также описывал неменделевское наследование признаков при скрещивании пёстролистных растений герани Pelargonium, связанным, по предположению Э.Баура, с наследованием пластид по материнской и отцовской линии. В 1910 году Э.Баур опубликовал результаты экспериментов с пестролистными растениями львиного зева Antirrhinum majus, в которых наследование цвета побегов было исключительно материнским. Э.Баур дал правильную интерпретацию явления неменделевского наследования пёстролистности, считая, что хлоропласты, как и ядро, несут наследственные факторы, способные мутировать, а при митозе пластиды распределяются случайным образом.

#### Митохондриальное наследование
Для митохондриальной ДНК (мтДНК) характерно однородительское наследование, и в большинстве случаев зигота получает все свои митохондрии от матери. Существуют механизмы, которые практически полностью предотвращают передачу отцовских митохондрий следующему поколению. Есть некоторые исключения из этого правила. В некоторых группах растений и грибов обнаружено наследование митохондрий от обоих родительских организмов. У некоторых видов двустворчатых моллюсков отцовские митохондрии наследуются клетками зародышевого пути, в то время как соматические клетки получают мтДНК от матери, такое наследование можно назвать двойным однородительским наследованием.
У млекопитающих митохондрии передаются строго по материнской линии, после оплодотворения митохондрии сперматозоида уничтожаются на стадии дробления. В яйцеклетке 150—200 тыс. митохондрий и количество мтДНК колеблется примерно в этом же диапазоне. Отсюда следует, что каждая митохондрия в яйцеклетке содержит одну-две молекулы мтДНК. Наличие лишь одной-двух молекул мтДНК в митохондрии обеспечивает более яркое фенотипическое проявление её мутаций. Вероятно, это позволяет на ранних стадиях развития очистить пул митохондрий от дефектных собратьев, которые узнаются и уничтожаются специальными клеточными структурами — митофагами, играющими в клетке роль мусорщиков. Установлено, что у млекопитающих гетероплазмия даже по нейтральным мутациям в мтДНК достаточно быстро, в течение считанных поколений, сменяется гомоплазмией. Это позволило выдвинуть концепцию прохождения мтДНК через бутылочное горлышко на одной из стадий развития. Действительно, после оплодотворения зиготические деления не сопровождаются делениями митохондрий, в результате чего количество митохондрий на клетку снижается с 200 тыс. в яйцеклетке до 5 тыс. на клетку в бластоцисте. После имплантации, в ходе дальнейшей дифференцировки клеток, обособляются первичные половые клетки, гоноциты, в которых наблюдается наименьшее число митохондрий на клетку — 10. Таким образом, митохондрии, которые участвуют в формировании предшественников половых клеток, составляют лишь малую часть (0.01 %) от всего изначального пула митохондрий зиготы. Из-за резкого уменьшения количества митохондрий (примерно в 20 тыс. раз) в клетке сильно сокращается разнообразие мтДНК, а вкупе с механизмом уничтожения дефектных митохондрий это должно обеспечивать передачу следующему поколению только правильно работающих митохондрий.